# 3972 Richard
3972 Richard è un asteroide della fascia principale. Scoperto nel 1981, presenta un'orbita caratterizzata da un semiasse maggiore pari a 2,1636915 UA e da un'eccentricità di 0,1771373, inclinata di 4,14555° rispetto all'eclittica.